# Uttertjärnarna (Ströms socken, Jämtland, 711382-146239)
Uttertjärnarna är en sjö i Strömsunds kommun i Jämtland och ingår i Ångermanälvens huvudavrinningsområde.